# Prodecatomidea
Prodecatomidea is een geslacht van vliesvleugeligen uit de familie Eurytomidae. De wetenschappelijke naam van dit geslacht is voor het eerst geldig gepubliceerd in 1952 door Risbec.

## Soorten
Het geslacht Prodecatomidea is monotypisch en omvat slechts de volgende soort:
- Prodecatomidea bekiliensis Risbec, 1952